# Hermarchus virga
Hermarchus virga är en insektsart som beskrevs av Ludwig Redtenbacher 1908. Hermarchus virga ingår i släktet Hermarchus och familjen Phasmatidae. Inga underarter finns listade i Catalogue of Life.